# Яо Яо, Жан Стефан
Жан Стефан Яо Яо (фр. Jean Stéphane Yao Yao; род. 6 октября 1990, Буаке, Валле-дю-Бандама) — ивуарийский футболист, центральный полузащитник.

## Биография
Жан Стефан Яо Яо родился 6 октября 1990 года в ивуарийском городе Буаке.
Занимался футболом в ивуарийской «Академи де Сефа».
Играет на позиции центрального полузащитника. В январе 2009 года переехал в Норвегию, где начал профессиональную карьеру в «Люне». В первом сезоне он провёл три матча в чемпионате страны, а в 2010 году — ни одного, лишь дважды выйдя на поле в Кубке Норвегии.
После того как «Лин» обанкротился, заключил контракт с исландским «Сельфоссом», однако и здесь не смог закрепиться в составе, проведя в 2010—2011 годах только семь матчей.
Дальнейшую часть карьеры провёл в Сенегале. В декабре 2011 года перебрался в КСС, в августе 2012 года — в «Порт Отоном», в августе 2013 года — в «Каса Спортс».